# رز میدی‌لند صورتی
رز میدی‌لند صورتی (به انگلیسی: Rosa 'Pink Meidiland') یکی از رقم‌های رز است.  گل آن ۵ گلبرگ دارد. مرکز گل به رنگ سفید بوده و لبه‌های گل صورتی تیره است.ارتفاع بوته به یک و نیم متر می رسد.